# Sciades proops
Espèce

Le Mâchoiron crucifix (Sciades proops) est un poisson-chat marin appelé Machoiran blanc en Guyane, Bagre crucifixo au Brésil, Crucifix sea catfish, Christfish, Crucifix/Crucifex catfish, Crucifixfish, ou encore Gillbacker.

## Description
Sciades proops est une espèce de poisson-chat marin de la famille des Ariidae. Il a été décrit par Achille Valenciennes en 1840, à l'origine sous le genre Bagrus. Il habite les eaux marines, saumâtres mais se rencontre aussi en eaux douces côtières, le long du littoral du Brésil à la Colombie. Il atteint une longueur totale maximale d'un mètre (poids maximum d'environ 10 kg), la moyenne des prises tournant autour de 50 cm. Son espérance de vie maximale connue est de 4 ans.
Sciades proops se reproduit d'octobre à mai. Il est récolté par les pêcheries commerciales et sa viande est commercialisée fraîche ou salée.

## Régime alimentaire
Sciades proops a un régime alimentaire étendu, composé en grande partie de crustacés tels que les crabes des genres Callinectes (C. bocourti, C. danae et C. ornatus), Petrolisthes et Porcellana (Porcellana sayana); crevettes des genres Alpheus, Exhippolysmata (E. oplophoroides), Nematopalaemon (N. schmitti), Penaeus (P. schmitti) et Xiphopenaeus (X. kroyeri) ainsi que des isopodes. Il se nourrit également en grande partie d'anguilles des familles Muraenesocidae et Ophichthidae, et d'autres poissons osseux des genres  anchois, Aspistor (A. quadriscutis), Cathorops (C. arenatus, C. phrygiatus et C. rugispinis), Evermannichthys, Gobioides, Plagioscion, Pseudauchenipterus (P. nodosus), Stellifer (S. microps et S. rastrifer), Synbranchus (S. marmoratus) et Trichiurus. Il se nourrit également d'annélidés, de polychète et de Nématodes, ainsi que de larves d'ariidés, d'insectes, de gastéropodes, de feuilles et de brindilles de plantes terrestres,.